# Meridià 36 a l'est
El meridià 36 a l'est de Greenwich és una línia de longitud que s'estén des del pol Nord travessant l'oceà Àrtic, Europa, Turquia, Àfrica, l'oceà Índic, l'oceà Antàrtic i l'Antàrtida fins al pol Sud.
El meridià 36 a l'est forma un cercle màxim amb el meridià 144 a l'oest. Com tots els altres meridians, la seva longitud correspon a una semicircumferència terrestre, uns 20.003,932 km. Al nivell de l'Equador, és a una distància del meridià de Greenwich de 4.007 km.

## De Pol a Pol
Començant en el pol Nord i dirigint-se cap al pol Sud, aquest meridià travessa:
| Coordenades                             | País, territori o mar | Notes                                                           |
| --------------------------------------- | --------------------- | --------------------------------------------------------------- |
| 90° 0′ N, 36° 0′ E / 90.000°N,36.000°E  | Oceà Àrtic            |                                                                 |
| 80° 19′ N, 36° 0′ E / 80.317°N,36.000°E | Mar de Barents        | Passa just a l'oest d'Illa Victòria, Rússia                     |
| 69° 7′ N, 36° 0′ E / 69.117°N,36.000°E  | Rússia                | Península de Kola                                               |
| 66° 20′ N, 36° 0′ E / 66.333°N,36.000°E | Mar Blanc             |                                                                 |
| 65° 11′ N, 36° 0′ E / 65.183°N,36.000°E | Rússia                | Illes Solovietski                                               |
| 64° 59′ N, 36° 0′ E / 64.983°N,36.000°E | Mar Blanc             |                                                                 |
| 64° 11′ N, 36° 0′ E / 64.183°N,36.000°E | Rússia                | Passa a través del Llac Onega                                   |
| 50° 27′ N, 36° 0′ E / 50.450°N,36.000°E | Ucraïna               |                                                                 |
| 46° 39′ N, 36° 0′ E / 46.650°N,36.000°E | Mar d'Azov            |                                                                 |
| 45° 22′ N, 36° 0′ E / 45.367°N,36.000°E | Ucraïna               | Crimea (reclamat i controlat per Rússia)                        |
| 45° 2′ N, 36° 0′ E / 45.033°N,36.000°E  | Mar Negre             |                                                                 |
| 41° 43′ N, 36° 0′ E / 41.717°N,36.000°E | Turquia               |                                                                 |
| 36° 55′ N, 36° 0′ E / 36.917°N,36.000°E | Mar Mediterrània      | Golf d'İskenderun                                               |
| 36° 29′ N, 36° 0′ E / 36.483°N,36.000°E | Turquia               |                                                                 |
| 35° 56′ N, 36° 0′ E / 35.933°N,36.000°E | Síria                 |                                                                 |
| 34° 39′ N, 36° 0′ E / 34.650°N,36.000°E | Líban                 |                                                                 |
| 33° 43′ N, 36° 0′ E / 33.717°N,36.000°E | Síria                 | Per uns 11km                                                    |
| 33° 37′ N, 36° 0′ E / 33.617°N,36.000°E | Líban                 | Per uns 10km                                                    |
| 33° 32′ N, 36° 0′ E / 33.533°N,36.000°E | Síria                 |                                                                 |
| 32° 40′ N, 36° 0′ E / 32.667°N,36.000°E | Jordània              | Passa just a l'est d'Amman                                      |
| 29° 12′ N, 36° 0′ E / 29.200°N,36.000°E | Aràbia Saudita        |                                                                 |
| 26° 56′ N, 36° 0′ E / 26.933°N,36.000°E | Mar Roig              | Passa just a l'oest de l'illa Rocallosa, Egipte                 |
| 22° 41′ N, 36° 0′ E / 22.683°N,36.000°E | Triangle d'Halaib     | Territori en disputa, controlat per Egipte i reclamat per Sudan |
| 22° 0′ N, 36° 0′ E / 22.000°N,36.000°E  | Sudan                 |                                                                 |
| 12° 43′ N, 36° 0′ E / 12.717°N,36.000°E | Etiòpia               | La frontera amb Kenya és al Llac Turkana                        |
| 4° 29′ N, 36° 0′ E / 4.483°N,36.000°E   | Kenya                 |                                                                 |
| 2° 5′ S, 36° 0′ E / 2.083°S,36.000°E    | Tanzània              |                                                                 |
| 11° 30′ S, 36° 0′ E / 11.500°S,36.000°E | Moçambic              |                                                                 |
| 18° 56′ S, 36° 0′ E / 18.933°S,36.000°E | Oceà Índic            |                                                                 |
| 60° 0′ S, 36° 0′ E / 60.000°S,36.000°E  | Oceà Antàrtic         |                                                                 |
| 69° 24′ S, 36° 0′ E / 69.400°S,36.000°E | Antàrtida             | Terra de la Reina Maud, reclamat per Noruega                    |